# سالي بوتوكي
سالي بوتوكي (بالإنجليزية: Sally Potocki)‏ مواليد 11 فبراير 1989، هي لاعبة كرة يد أسترالية تلعب كظهير أيسر. مثلت منتخب أستراليا لكرة اليد للسيدات.

## سجل المنافسة
شاركت في البطولات التالية:
- بطولة العالم لكرة اليد للسيدات 2013